# Polyommatus peilei
Polyommatus peilei is een vlinder uit de familie van de Lycaenidae. De wetenschappelijke naam van de soort is voor het eerst geldig gepubliceerd in 1921 door Bethune-Baker.